# Die Geschichte vom Brandner Kaspar
Die Geschichte vom Brandner Kaspar ist ein Film aus dem Jahr 2008 des Regisseurs Joseph Vilsmaier. Die Dreharbeiten fanden ab Herbst 2007 größtenteils im Isarwinkel, vor allem in den Gemeinden Lenggries und Jachenau, und dem Freilichtmuseum Glentleiten statt. Der Film basiert auf der literarischen Figur Brandner Kaspar in der Bühnenbearbeitung von Kurt Wilhelm aus dem Jahr 1975.

## Hintergrund zur Geschichte
Die zugrundeliegende Gschicht vom Brandner Kasper zählt zu den populärsten bayerischen Volksstücken und schildert mit viel Humor und zahlreichen Fantasy-Elementen die Geschichte eines Tegernseer Büchsenmachers, der den Tod (auf Bairisch: Boandlkramer) überlistet und ihm beim Kartenspielen zahlreiche weitere Lebensjahre abgewinnt. Basierend auf einer Erzählung von Franz von Kobell erfreut sich der Stoff seit seiner Entstehung 1871 großer Beliebtheit und diente bereits als Vorlage für mehrere erfolgreiche Bühnenadaptionen sowie zwei klassische Verfilmungen.
Die Rolle des Brandner Kaspars übernahm der bayerische Autor und Schauspieler Franz Xaver Kroetz, die Rolle des Boandlkramers spielte Michael Herbig. Unterstützt wurde die Produktion mit Mitteln des FilmFernsehFonds Bayern, des Deutschen Filmförderfonds, der FFA sowie Cinetirol. Die Geschichte vom Brandner Kaspar wurde am 16. Oktober 2008 von Concorde Filmverleih bundesweit in den Kinos gestartet.

## Handlung
Der Brandner Kaspar, ein verwitweter Büchsenmacher, lebt in der Mitte des 19. Jahrhunderts mit seiner Enkelin Nannerl in den Bergen am Schliersee. Mit dem jungen Toni, der Nannerl den Hof macht, bessert er sein schmales Einkommen durch Wilderei in den Wäldern der Umgebung auf. Kurz vor seinem siebzigsten Geburtstag besucht ihn der Boandlkramer und will ihn mitnehmen. Der schlaue Kaspar macht den ungebetenen Gast mit Kirschgeist betrunken und betrügt ihn dann beim Kartenspielen, um somit weitere einundzwanzig Lebensjahre herauszuschinden.
Bald aber merkt er, dass die gewonnenen Lebensjahre auch ihre Schattenseiten haben. Als Nannerl bei einem Jagdunfall ums Leben kommt, nimmt er das Angebot des inzwischen schon von den Himmelsautoritäten (Petrus) bedrängten Boandlkramers an, einen Blick ins Himmelreich zu werfen und zu entscheiden, ob er nicht doch schon früher am Leben der Seligen teilhaben möchte. Er sieht seine Frau und Tochter, überdenkt sein irdisches Dasein und beschließt schließlich, im bayerischen Himmel, in dem es immer Weißwürste und keine Preißn gibt, zu bleiben.

## Sonstiges
- Zu Beginn des Filmes wird der Hinweis „Bayern um 1860“ zur zeitlichen Einordnung der Handlung eingeblendet, dabei ist das Wort „Bayern“ rot geschrieben in Anlehnung an den FC Bayern München, die Jahreszahl „1860“ hingegen blau, der Farbe des TSV 1860 München
- Im Himmel trifft der von Franz Xaver Kroetz gespielte Kaspar seine verstorbene Frau, worauf er „Die Traudl, meine Frau“ sagt. Traudl wird dabei von seiner tatsächlichen früheren Ehefrau gespielt: Marie Theres Kroetz-Relin. Kurz darauf sieht er auch seine Tochter Magdalena, diese wird von seiner tatsächlichen Tochter Josephine Kroetz gespielt.
- Theresa Vilsmaier, die Tochter des Regisseurs Joseph Vilsmaier, spielt im Film einen Begleitengel.
- Mit Der Boandlkramer und die ewige Liebe gibt es eine Fortsetzung.

## Kritiken
- Gernot Gricksch schrieb in TV Digital Nr. 21 vom 2. Oktober 2008, dass dies ein krachlederner Mix aus Komödienstadl, Provinz-Fantasy, Geierwally und religiösem Traktat sei.
- Der film-dienst schrieb: „Für den größten Gesprächsstoff dürfte Michael ‚Bully‘ Herbigs Interpretation des Schnitters sorgen. Er macht das gar nicht schlecht, greint und katzbuckelt, dass es eine Freude ist, wirkt neben einem bayerischen Urgestein wie Franz Xaver Kroetz aber auch ein wenig deplatziert.“

## Auszeichnungen
- 2008: Bayerischer Filmpreis in der Kategorie Spezialpreis
- 2008: Bambi in der Kategorie Schauspieler National für Michael Herbig als „Boandlkramer“

Die Filmbewertungsstelle Wiesbaden zeichnete den Film mit dem Prädikat „besonders wertvoll“ aus.